# Coupe de la Ligue française féminine de handball 2005-2006
Navigation
Coupe de la Ligue 2004-2005 Coupe de la Ligue 2006-2007
La Coupe de la Ligue féminine de handball 2005-2006 est la 4e édition de la Coupe de la Ligue française féminine de handball. La compétition est remportée par le Metz Handball qui réalise le doublé après sa victoire de la saison précédente.
Metz Handball, tenant du titre, remportant sa deuxième Coupe de la Ligue en battant Le Havre AC Handball en finale. Les deux autres demi-finalistes étaient Fleury et Mérignac Handball.

## Modalités
La compétition réunit les 8 premières équipes du classement établi au terme des matchs aller du championnat et est organisé par Le Havre AC Handball.

## Tournoi
|  | Quarts de finale               | Quarts de finale                 |                                  |                                  | Demi-finales                     | Demi-finales                     |    |  | Finale                           | Finale                           |
|  | Quarts de finale               | Quarts de finale                 |                                  |                                  | Demi-finales                     | Demi-finales                     |    |  | Finale                           | Finale                           |
|  |                                |                                  |                                  |                                  |                                  |                                  |    |  |                                  |                                  |
|  | 23 février 2006, 20h15, Oissel | 23 février 2006, 20h15, Oissel   |                                  |                                  | 25 février 2006, 16h00, Le Havre | 25 février 2006, 16h00, Le Havre |    |  | 26 février 2006, 15h30, Le Havre | 26 février 2006, 15h30, Le Havre |
|  | 23 février 2006, 20h15, Oissel | 23 février 2006, 20h15, Oissel   |                                  |                                  | 25 février 2006, 16h00, Le Havre | 25 février 2006, 16h00, Le Havre |    |  | 26 février 2006, 15h30, Le Havre | 26 février 2006, 15h30, Le Havre |
|  | Metz Handball                  | 30                               |                                  |                                  | 25 février 2006, 16h00, Le Havre | 25 février 2006, 16h00, Le Havre |    |  | 26 février 2006, 15h30, Le Havre | 26 février 2006, 15h30, Le Havre |
|  | Metz Handball                  | 30                               |                                  |                                  | 25 février 2006, 16h00, Le Havre | 25 février 2006, 16h00, Le Havre |    |  | 26 février 2006, 15h30, Le Havre | 26 février 2006, 15h30, Le Havre |
|  | CA Bègles                      | 23                               |                                  |                                  | 25 février 2006, 16h00, Le Havre | 25 février 2006, 16h00, Le Havre |    |  | 26 février 2006, 15h30, Le Havre | 26 février 2006, 15h30, Le Havre |
|  | CA Bègles                      | 23                               | Metz Handball                    | 26                               |                                  |                                  |    |  | 26 février 2006, 15h30, Le Havre | 26 février 2006, 15h30, Le Havre |
|  | 23 février 2006, 18h00, Oissel |                                  | Metz Handball                    | 26                               |                                  |                                  |    |  | 26 février 2006, 15h30, Le Havre | 26 février 2006, 15h30, Le Havre |
|  |                                | Fleury-les-Aubrais               | 25                               |                                  |                                  |                                  |    |  | 26 février 2006, 15h30, Le Havre | 26 février 2006, 15h30, Le Havre |
|  | Fleury-les-Aubrais             | Fleury-les-Aubrais               | 25                               | 30                               |                                  |                                  |    |  | 26 février 2006, 15h30, Le Havre | 26 février 2006, 15h30, Le Havre |
|  | Fleury-les-Aubrais             |                                  |                                  | 30                               |                                  |                                  |    |  | 26 février 2006, 15h30, Le Havre | 26 février 2006, 15h30, Le Havre |
|  | Dijon Bourgogne                | 29                               |                                  |                                  |                                  |                                  |    |  | 26 février 2006, 15h30, Le Havre | 26 février 2006, 15h30, Le Havre |
|  | Dijon Bourgogne                | 29                               | Metz Handball                    | 25                               |                                  |                                  |    |  |                                  |                                  |
|  | 23 février 2006, 20h15, Vernon |                                  | Metz Handball                    | 25                               |                                  |                                  |    |  |                                  |                                  |
|  |                                | Le Havre AC Handball             | 21                               |                                  |                                  |                                  |    |  |                                  |                                  |
|  | Le Havre AC Handball           | Le Havre AC Handball             | 21                               | 23                               |                                  |                                  |    |  |                                  |                                  |
|  | Le Havre AC Handball           | 25 février 2006, 18h30, Le Havre |                                  | 23                               |                                  |                                  |    |  |                                  |                                  |
|  | ES Besançon                    | 21                               |                                  |                                  |                                  |                                  |    |  |                                  |                                  |
|  | ES Besançon                    | 21                               | Le Havre AC Handball             | 30                               |                                  |                                  |    |  |                                  |                                  |
|  | 23 février 2006, 18h00, Vernon | 23 février 2006, 18h00, Vernon   | Le Havre AC Handball             | 30                               | Match pour la 3e place           | Match pour la 3e place           |    |  |                                  |                                  |
|  | 23 février 2006, 18h00, Vernon | 23 février 2006, 18h00, Vernon   |                                  | Mérignac Handball                | Match pour la 3e place           | Match pour la 3e place           | 25 |  |                                  |                                  |
|  | Mérignac Handball              | 22                               | 26 février 2006, 13h00, Le Havre | 26 février 2006, 13h00, Le Havre |                                  |                                  | 25 |  |                                  |                                  |
|  | Mérignac Handball              | 22                               | 26 février 2006, 13h00, Le Havre | 26 février 2006, 13h00, Le Havre |                                  |                                  |    |  |                                  |                                  |
|  | HBC Nîmes                      | 20                               |                                  | Mérignac Handball                | 31                               |                                  |    |  |                                  |                                  |
|  | HBC Nîmes                      | 20                               |                                  | Mérignac Handball                | 31                               |                                  |    |  |                                  |                                  |
|  |                                |                                  |                                  |                                  |                                  |                                  |    |  | Fleury-les-Aubrais               | 30                               |
|  |                                |                                  |                                  |                                  |                                  |                                  |    |  | Fleury-les-Aubrais               | 30                               |

## Finale
| 28 février 2006 | Le Havre AC Handball | 21 - 25 | Metz Handball        | Docks Océane, Le Havre Affluence : 3 200 Arbitrage : MM. Lazaar et Reveret |
| 28 février 2006 | Sophie Herbrecht 8   | (9 -12) | Christine Vanparys 8 | Docks Océane, Le Havre Affluence : 3 200 Arbitrage : MM. Lazaar et Reveret |
| 28 février 2006 | Rapport Handzone     |         |                      | Docks Océane, Le Havre Affluence : 3 200 Arbitrage : MM. Lazaar et Reveret |

| Gardiennes:                    |
| Nicky Houba 11 arrêts          |
| Marina Khatkova 4 arrêts       |
| Joueuses:                      |
| Nodjialem Myaro 4 buts/10 tirs |
| Haifa Abdelhak                 |
| Paule Baudouin 4/8             |
| Sophie Herbrecht 8/13          |
| Maakan Tounkara 2/3            |
| Marie Gerbron                  |
| Béatrice Pommié 2/2            |
| Jana Simerská                  |
| Stella Baudouin 0/1            |
| Kateřina Vašková 1/2           |
| Karolina Siódmiak 0/4          |
|                                |

| Gardiennes:               |
| Linda Pradel 10 arrêt     |
| Amandine Leynaud 7 arrêts |
| Joueuses:                 |
| Nina Kanto 2 buts/2 tirs  |
| Hélène François 0/1       |
| Christine Vanparys 8/15   |
| Sonia Cendier 2/3         |
| Katty Piejos 3/5          |
| Isabelle Wendling 3/3     |
| Mégane Vallet             |
| Leïla Hadi 2/6            |
| Céline Litzenburger 1/1   |
| Lise Carpino              |
| Vesna Horaček 4/9         |
|                           |